# Селиванов, Александр Петрович
Александр Петрович Селиванов (15(28) (14) октября 1916 (1917/1918) — 31 декабря 2002, Москва) — советский футболист, нападающий.
В 1946 году в составе ленинградского «Зенита» в чемпионате страны провёл шесть матчей, забил один гол — в ворота ленинградского «Динамо». Затем выступал за «Стахановец» Сталино (1946), «Локомотив» Москва (1946—1947) — в 1947 году в I группе в 23 матчах забил 4 мяча, «Шахтёр» Сталино (1949 — два гола в 13 матчах в I группе).